# Shad Fishing at Gloucester, N.J.
Pour plus de détails, voir Fiche technique et Distribution.
Shad Fishing at Gloucester, N.J. est un film documentaire américain muet et en noir et blanc, produit par Siegmund Lubin, sorti en 1901.

## Fiche technique
- Titre : Shad Fishing at Gloucester, N.J.
- Réalisation :
- Scénario :
- Photographie :
- Montage :
- Production : Siegmund Lubin
- Pays :  États-Unis
- Genre : Documentaire
- Durée :
- Dates de sortie : 
  -  États-Unis : 29 juin 1901